# Lukas Rupp
Lukas Rupp (ur. 8 stycznia 1991 w Heidelbergu) – niemiecki piłkarz występujący na pozycji pomocnika w angielskim klubie Norwich City.

## Kariera
Rupp karierę rozpoczynał na początku 2009 roku w rezerwach zespołu Karlsruher SC. W 2010 roku został włączony do jego pierwszej drużyny, grającej w 2. Bundeslidze. Zadebiutował w niej 21 marca 2010 w przegranym 0:1 pojedynku z Rot-Weiß Oberhausen. 21 listopada 2010 roku w przegranym 1:3 meczu z FC Augsburg strzelił pierwszego gola w 2. Bundeslidze. W barwach KSC Rupp rozegrał łącznie 26 spotkań i zdobył 3 bramki.
W 2011 roku odszedł do pierwszoligowej Borussii Mönchengladbach. W Bundeslidze pierwszy mecz zaliczył 7 sierpnia 2011 roku przeciwko Bayernowi Monachium (1:0). W styczniu 2012 roku został wypożyczony do drugoligowego SC Paderborn 07. Grał tam do końca sezonu 2011/2012, a potem wrócił do Borussii. W 2014 roku ponownie został zawodnikiem Paderbornu.